# Rock and Roll Over
Rock and Roll Over je páté studiové album americké rockové skupiny Kiss. Jeho nahrávání probíhalo v Star Theatre v Nanuet v New Yorku v září 1976. Album pak vyšlo v listopadu téhož roku u vydavatelství Casablanca Records. Jeho producentem byl Eddie Kramer.

## Seznam skladeb
| Pořadí | Název                  | Autor                      | Zpěvák  | Délka |
| ------ | ---------------------- | -------------------------- | ------- | ----- |
| 1.     | I Want You             | Paul Stanley               | Stanley | 3:04  |
| 2.     | Take Me                | Stanley, Sean Delaney      | Stanley | 2:56  |
| 3.     | Calling Dr. Love       | Gene Simmons               | Simmons | 3:44  |
| 4.     | Ladies Room            | Simmons                    | Simmons | 3:27  |
| 5.     | Baby Driver            | Peter Criss, Stan Penridge | Criss   | 3:40  |
| 6.     | Love 'Em and Leave 'Em | Simmons                    | Simmons | 3:47  |
| 7.     | Mr. Speed              | Stanley, Delaney           | Stanley | 3:18  |
| 8.     | See You in Your Dreams | Simmons                    | Simmons | 2:34  |
| 9.     | Hard Luck Woman        | Stanley                    | Criss   | 3:34  |
| 10.    | Makin' Love            | Stanley, Delaney           | Stanley | 3:14  |

## Sestava
- Paul Stanley – rytmická kytara, zpěv
- Gene Simmons – basová kytara, zpěv, rytmická kytara v „Ladies Room“
- Ace Frehley – sólová kytara, doprovodný zpěv
- Peter Criss – bicí, perkuse, zpěv

## Umístění

### Album
| Hitparáda (1976)            | Umístění | Týdnů v hitparádě |
| --------------------------- | -------- | ----------------- |
| Australská albová hitparáda | 16       |                   |
| Japonská albová hitparáda   | 15       |                   |
| Kanadská albová hitparáda   | 7        |                   |
| Německá albová hitparáda    | 39       |                   |
| Švédská albová hitparáda    | 9        |                   |
| US Billboard 200            | 11       | 47                |

### Ocenění
| Organizace  | Certifikace | Prodej    |
| ----------- | ----------- | --------- |
| RIAA (U.S.) | platina     | 1.000.000 |